# Alena Kopets
Alena Kopets (Bielorrusia, 14 de febrero de 1988) es una atleta bielorrusa especializada en la prueba de lanzamiento de peso, en la que consiguió ser subcampeona europea en pista cubierta en 2013.

## Carrera deportiva
En el Campeonato Europeo de Atletismo en Pista Cubierta de 2013 ganó la medalla de plata en el lanzamiento de peso, con una marca de 18.85 metros, tras la alemana Christina Schwanitz (oro con 19.25 metros) y por delante de la italiana Chiara Rosa (bronce con 18.37 metros).